# Norfolkia thomasi
Norfolkia thomasi es una de las especies de pez de la familia Tripterygiidae en el orden de los Perciformes.

## Morfología
• Los machos pueden llegar alcanzar los 4 cm de longitud total.

## Hábitat
Es un pez de mar y de clima tropical y asociado a los  arrecifes de coral que vive entre 1-20 m de profundidad.

## Distribución geográfica
Se encuentra desde Australia Occidental hasta Nueva Caledonia, las Tuamotu y Mangareva.

## Observaciones
Es inofensivo para los humanos.